# 1982 na arte

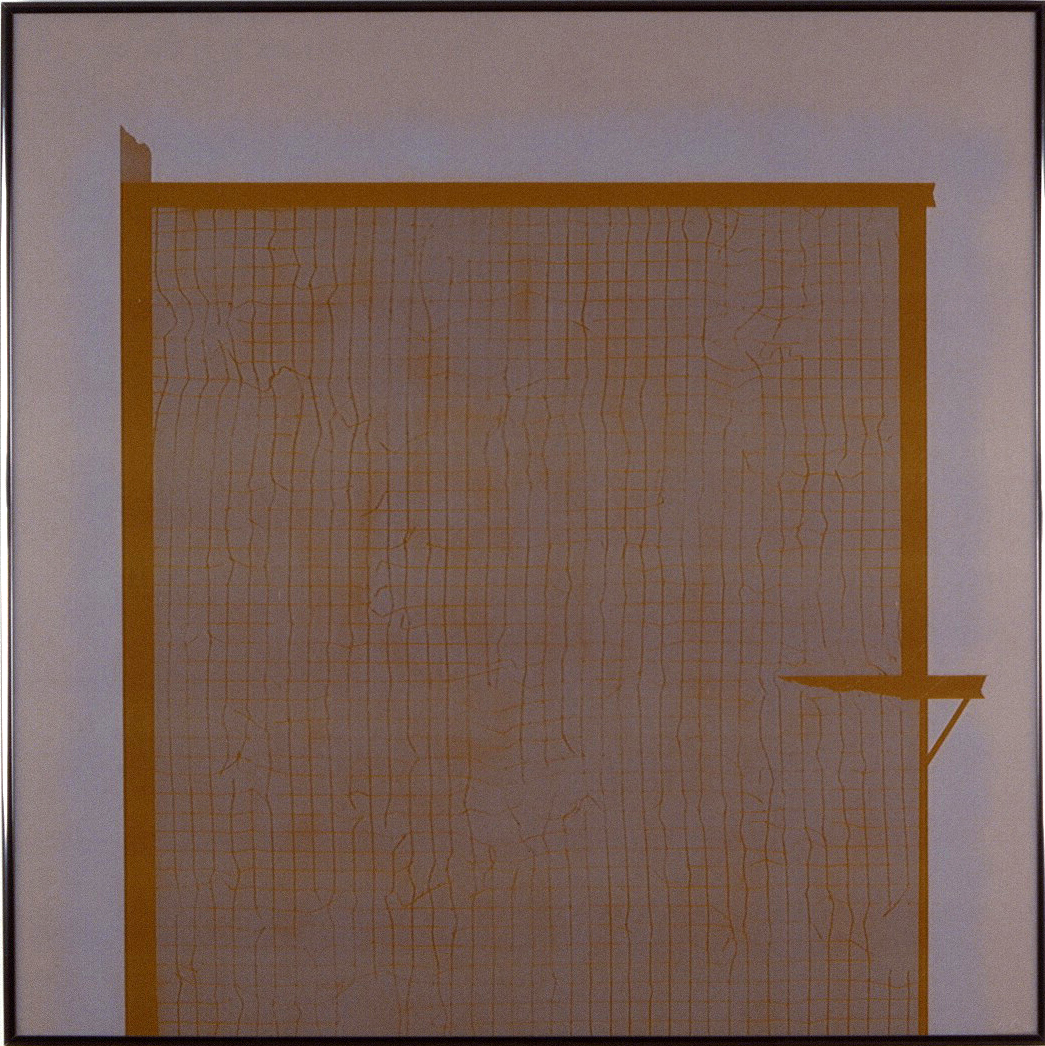

## Eventos
- 7 de janeiro - Fundação do Museu Afro-Brasileiro, em Salvador, Brasil.
- Oscar Niemeyer concebe o Sambódromo.
- Carybé é doutorado Honoris Causa pela UFBA.
- maio - O Centro Nacional de Cultura em Portugal organiza os Encontros "Ser (Homo)sexual". O evento é organizado por Isabel Leiria, José Calisto e Helena Vaz da Silva. Participam Afonso de Albuquerque, Natália Correia, Guilherme de Melo e Guilherme d'Oliveira Martins.

## Nascimentos
| Data          | Nome             | Profissão             | Nacionalidade | Observações | Ref |
| ------------- | ---------------- | --------------------- | ------------- | ----------- | --- |
| 25 de outubro | Victoria Francés | pintora e ilustradora | Espanha       |             |     |

## Mortes
| Data           | Nome              | Profissão                                   | Nacionalidade | Observações | Ref |
| -------------- | ----------------- | ------------------------------------------- | ------------- | ----------- | --- |
| 6 de fevereiro | Ben Nicholson     | pintor                                      | Reino Unido   | n. 1894     |     |
| 9 de agosto    | Abel Manta        | pintor                                      | Portugal      | n. 1888     |     |
| 18 de agosto   | Carlos Botelho    | pintor, ilustrador e caricaturista          | Portugal      | n. 1899     |     |
| 11 de setembro | Wilfredo Lam      | pintor, escultor e ceramista                | Cuba          | n. 1902     |     |
| ??             | João Reis         | pintor                                      | Portugal      | n. 1899     |     |
| ??             | Jacintho Moraes   | pintor                                      | Brasil        | n. 1917     |     |
| ??             | Christian Schad   | pintor                                      | Alemanha      | n. 1894     |     |
| ??             | Waldemar da Costa | pintor                                      | Brasil        | n. 1904     |     |
| ??             | Henrique Manzo    | pintor, desenhista, restaurador e cenógrafo | Brasil        | n. 1896     |     |

## Prémios
- Prémio Príncipe das Astúrias das Artes - Pablo Serrano[1]
- Prémio Pritzker - Kevin Roche[2]
- Prémio Valmor e Municipal de Arquitectura 1982 - Tomás Taveira[3].